# 핫도그빵

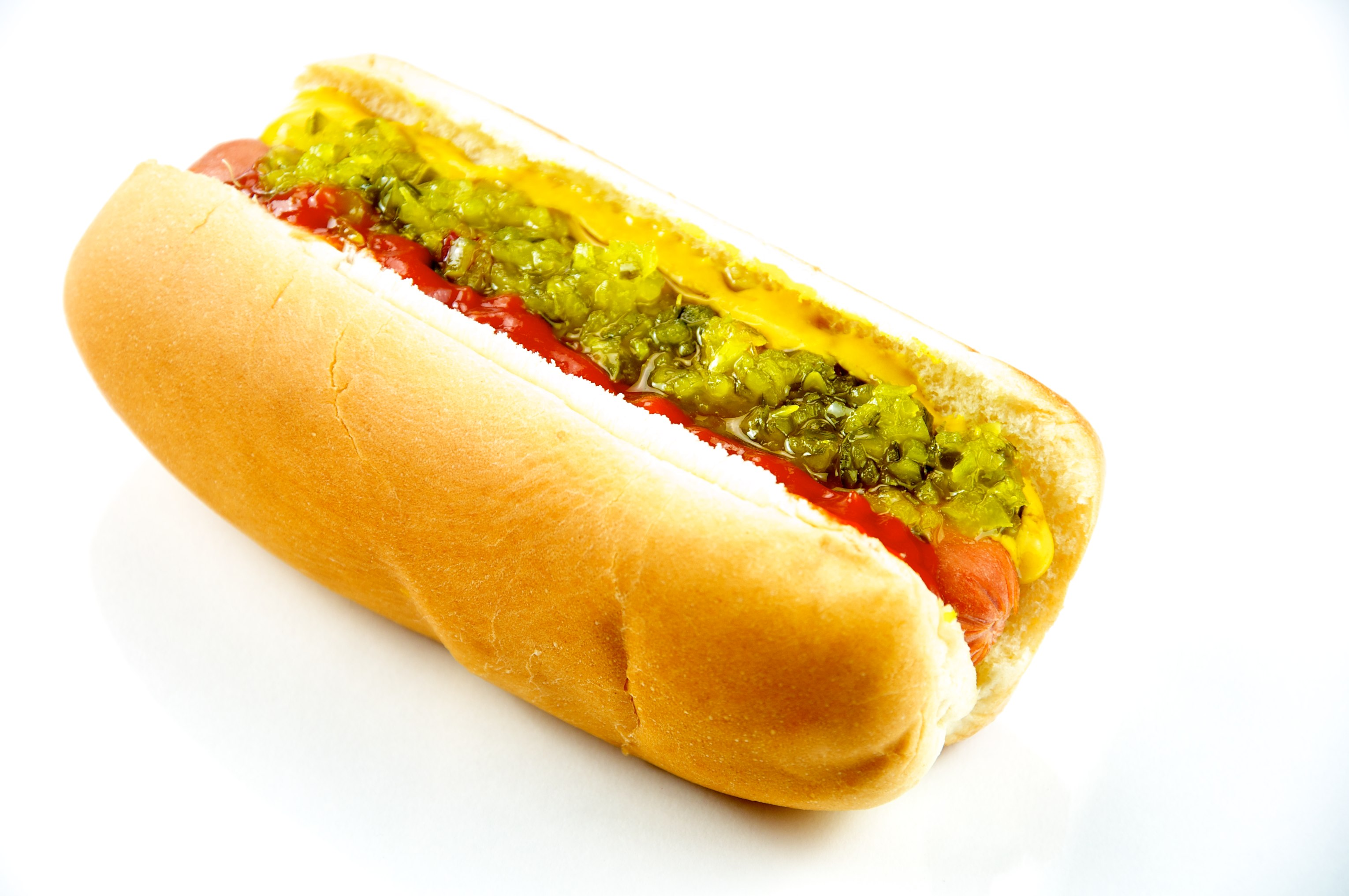

핫도그빵(영어: hot dog bun)은 핫도그에 들어가는 번의 종류 중 하나이다. 또한 핫도그빵은 양끝이 가늘고 밑이 납작한 방추형의 빵이다.
측면으로 넣는 빵은 미국 대부분 지역에서 흔히 볼 수 있는 반면, 위쪽으로 넣는 뉴잉글랜드 스타일 핫도그 빵은 이 지역에서 인기가 있다. 다른 지역적 변형으로는 시카고 스타일 핫도그 빵에 양귀비씨를 추가하는 것이 있다.

## 역사
핫도그 역사가이자 루즈벨트 대학교 명예 교수인 브루스 크레이그(Bruce Kraig)는 "핫도그"라는 용어가 19세기 후반에 빵에 소시지를 얹은 독일 이민자들을 관찰한 미국 관찰자들에 의해 발명되었다고 믿는다. 미국인들은 소시지가 독일의 닥스훈트와 의심스러울 정도로 닮았다고 농담했다.
작가 제프리 스탠튼에 따르면 찰스 펠트먼은 1871년 코니아일랜드에서 길쭉한 핫도그 빵을 발명했다.
1904년에 출판된 오스트리아 이민자 제빵사 이그나츠 프리슈만(Ignatz Frischmann)의 사망 기사에 따르면, 코니 아일랜드 핫도그 판매점에 공급된 "비엔나 롤"은 프리슈만이 발명하여 그가 죽기 얼마 전에 그를 부자로 만들었다.
1904년 미주리주 세인트루이스에서 열린 루이지애나 구매 박람회에서 독일의 조세자인 앙투안 포이히트랑거(Antoine Feuchtwanger)는 자신의 출생지인 헤센의 프랑크푸르트 이름을 따서 '프랑크푸르터'라고 불리는 뜨거운 소시지를 제공했다. 처음에 그는 고객들에게 소시지를 담을 수 있도록 장갑을 빌려주었다. 많은 사람들이 돌아오지 않자 그는 빵 굽는 사람인 형에게 해결책을 마련해 달라고 부탁했다. 그리하여 핫도그빵이 탄생했다.

## 같이 보기
- 핫도그